# فيديو عالي الوضوح

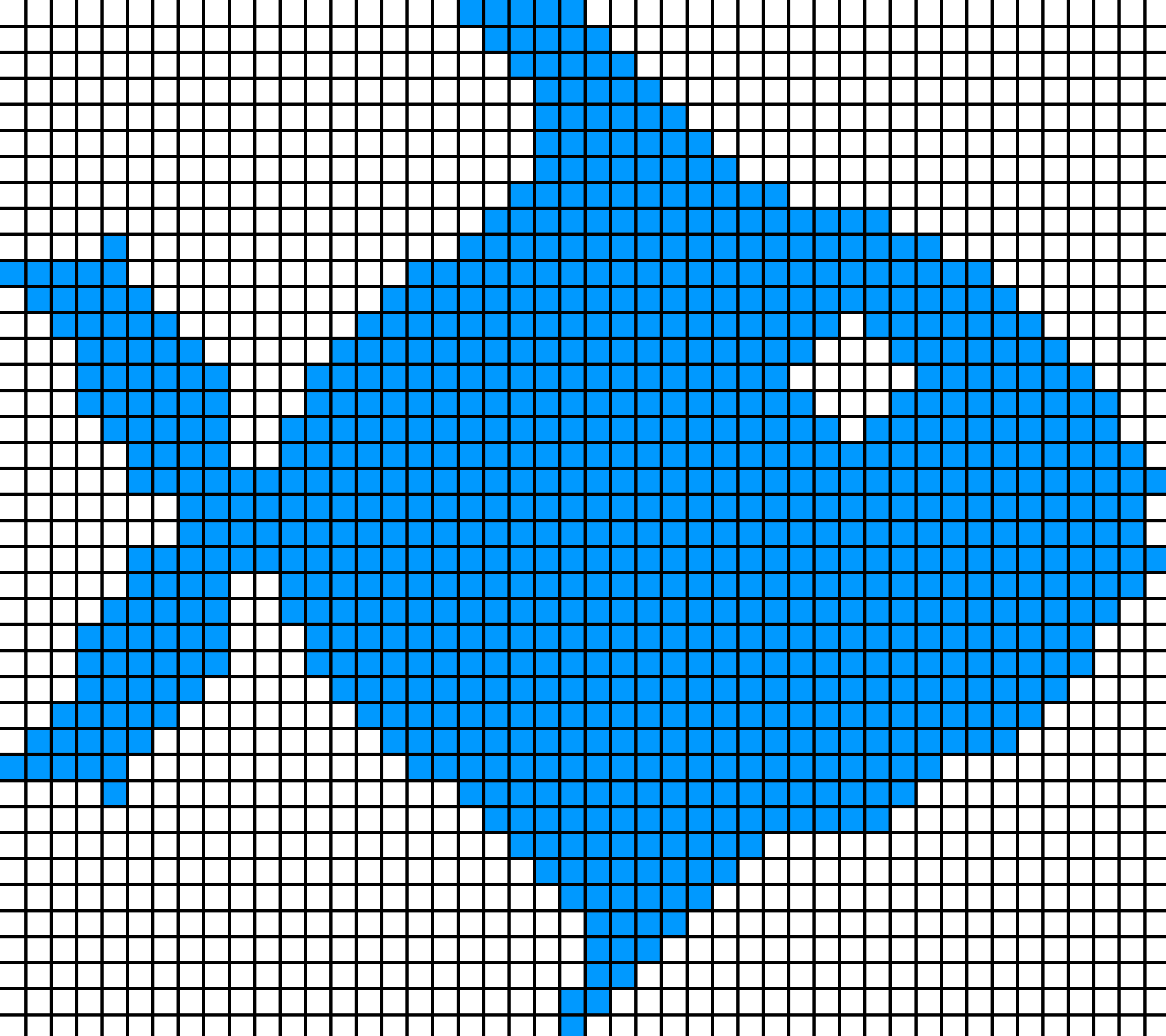

 فيديو عالي الوضوح (بالإنجليزية: High Definition Video) ويُعرف اختصارًا بإتش دي فيديو (HD video) حيث يشير إلى أي نظام فيديو ذو دقة أعلى من الفيديو قياسي الوضوح (SD video)، ودقة العرض الأكثر شيوعًا هي 720×1280 بكسل (720p) أو 1080×1920 بكسل (1080i/1080p)؛ فعدد الخطوط العمودية في التلفاز عالي الوضوح (HDTV) هي 1080 أو 720 خط. بالمقابل في التلفاز الرقمي الاعتيادي فإن عدد الخطوط هو 480 أو 576 .ويُبث هذا الفيديو بشكل جيّد فضائيًّا باستخدام معيار dvb-s2.

## الأنماط الشائعة للفيديو عالي الوضوح
| وضعية الفيديو                   | حجم الإطار بالبكسل (W×H) | بكسل لكل صورة1 | نوع المسح  | مُعدّل الإطار (هرتز)                                         |
| ------------------------------- | ------------------------ | -------------- | ---------- | ---------------------------------------------------------- |
| 720p (معروف أيضًا باسم HD Ready) | 1,280×720                | 921,600        | مسح تقدمي  | 23.976, 24, 25, 29.97, 30, 50, 59.94, 60, 72               |
| 1080i (معروف أيضًا باسم Full HD) | 1,920×1,080              | 2,073,600      | مسح متداخل | 25 (50 fields/s), 29.97 (59.94 fields/s), 30 (60 fields/s) |
| 1080p (معروف أيضًا باسم Full HD) | 1,920×1,080              | 2,073,600      | مسح تقدمي  | 24 (23.976), 25, 30 (29.97), 50, 60 (59.94)                |
| 1440p (معروف أيضًا باسم Quad HD) | 2,560×1,440              | 3,686,400      | مسح تقدمي  | 24 (23.976), 25, 30 (29.97), 50, 60 (59.94)                |